# Änglar och en massa kärlek
Änglar och en massa kärlek är ett album av det svenska dansbandet Arvingarna, utgivet på Sony Music 18 december 2013, och som bland annat innehåller 2013 Beach party-versionen av låten "Semester" som släpptes 2012 på singel. I en recension i Göteborgs Posten gavs albumet betyg fyra av fem eftersom låtarna kändes fortfarande fräscha 20 år efter deras seger i Melodifestivalen eftersom alla utom ett spår är på engelska. Länstidningen Östersund gav albumet betyg tre och gillade mest låten "Efter vinter kommer vår" och att albumet överraskar. Albumet släpptes på Spotify en vecka innan albumet släpptes. Under Guldklaven 2014 vann albumet priset som bästa album.

## Låtlista
| Nr  | Titel                                 | Låtskrivare                                | Längd |
| --- | ------------------------------------- | ------------------------------------------ | ----- |
| 1.  | "Ta mig tillbaka nu"                  | F. Boström; A. Eise; A. Öberg              | 3.01  |
| 2.  | "Alla rätt"                           | J. Dejevik                                 | 3.04  |
| 3.  | "Efter vinter kommer vår"             | M. Erlandsson; C. Andreasson               | 3.31  |
| 4.  | "Hur ska det bli, hur ska det gå"     | T. Berglund; U. Georgsson; T. Persson      | 3.15  |
| 5.  | "Det kan du lita på"                  | L. E. Larsson; U. Georgsson                | 2.42  |
| 6.  | "Louise"                              | M. Leiljonmarck                            | 3.08  |
| 7.  | "Ängel"                               | A. Larsson; L. Lundgren                    | 3.38  |
| 8.  | "Drivin'"                             | R. Greenaway; B. Mason                     | 2.54  |
| 9.  | "Det är lördag igen"                  | C. Janebrink; P. Samuelsson                | 3.00  |
| 10. | "Underbar dag"                        | M. Erlandsson; C. Andreasson; T. Wassenius | 3.14  |
| 11. | "En ängel i varda'n"                  | T. Berglund; M. Wigström; P. Samuelsson    | 3.15  |
| 12. | "Finns det någon annan nu"            | L. Lundgren                                | 4.27  |
| 13. | "Semester (2013 Beach Party Version)" | Å. Noréen; L. E. Carlsson; A. Aspell       | 3.09  |

## Medverkande
- Violin: Mattias Johansson
- Cello: David Bukovinszky
- Stråkprogrammering: Mattias Bylund
- Trummor: Anders Hedlund
- Elbas och akustisk gitarr: Figge Boström
- Trumpet: Stefan Persson
- Saxofon: Wojtex Goral

## Listplaceringar
| Lista (2013-2014) | Topplacering |
| ----------------- | ------------ |
| Sverige           | 20           |

### Fotnoter
1. 1 2  ”Arkiverade kopian”. Arkiverad från originalet den 24 december 2013. https://web.archive.org/web/20131224111217/http://sonymusic.se/nyheter/arvingarna-bryter-ny-mark-med-anglar-och-en-massa-karlek. Läst 21 december 2013.
2. ↑  ”Arkiverade kopian”. Arkiverad från originalet den 1 maj 2014. https://web.archive.org/web/20140501152802/http://www.gp.se/kulturnoje/recensioner/skivor/skivor4fyrar/1.2213360-arvingarna-anglar-och-en-massa-karlek. Läst 21 december 2013.
3. ↑  ”Arkiverade kopian”. Arkiverad från originalet den 20 december 2013. https://web.archive.org/web/20131220094248/http://ltz.se/kulturnoje/recensioner/1.6617620-arvingarna. Läst 21 december 2013.
4. ↑  ”Änglar och en massa kärlek”. Swedischcharts. 6 mars 2013. http://swedishcharts.com/showitem.asp?interpret=Arvingarna&titel=%C4nglar+och+en+massa+k%E4rlek&cat=a. Läst 10 september 2014.